# G1レーシング
株式会社G1レーシング（ジーワンレーシング/G1 Racing）は、日本中央競馬会に馬主登録をしているクラブ法人である。愛馬会法人「株式会社G1サラブレッドクラブ」より匿名組合契約に基づく競走馬の現物出資を受けて、中央競馬などの競走に出走させている。
勝負服の柄は黒、赤襷、袖赤一本輪、冠名は特に用いない。

## 歴史
- 2010年 - 愛馬会法人「株式会社G1サラブレッドクラブ」、クラブ法人「株式会社G1レーシング」を設立。
- 2012年 - コレクターアイテムでアルテミスステークスを制覇。重賞を初制覇。
- 2017年 - ペルシアンナイトがマイルチャンピオンシップを制覇。GIを初制覇。

## 主な所有馬

### 現役馬
2024年12月26日時点
- ヴィクティファルス（スプリングステークス）
- ゴンバデカーブース（サウジアラビアロイヤルカップ）
- ディクテオン（浦和記念、名古屋グランプリ、白山大賞典）
- クリスマスパレード（紫苑ステークス）

出典:

### 引退馬
- コレクターアイテム（アルテミスステークス）[2]
- アルバートドック（小倉大賞典・七夕賞）[2][3]
- シルバーステート[4][5]
- ソルヴェイグ（フィリーズレビュー・函館スプリントステークス）[2][6]
- ジュールポレール（ヴィクトリアマイル）[2]
- タンタアレグリア（アメリカジョッキークラブカップ）[2]
- ルヴァンスレーヴ（全日本2歳優駿[7]、ユニコーンステークス、ジャパンダートダービー、マイルチャンピオンシップ南部杯、チャンピオンズカップ）[2]
- サングレーザー（スワンステークス、マイラーズカップ、札幌記念）[8][2]
- ヴァルディゼール（シンザン記念）[2]
- ペルシアンナイト（アーリントンカップ、マイルチャンピオンシップ）[9][2]
- セリフォス（新潟2歳ステークス、デイリー杯2歳ステークス、富士ステークス、マイルチャンピオンシップ）

## 主な表彰馬
JRA賞
- 最優秀短距離馬

セリフォス（2022年）
- 最優秀ダートホース

ルヴァンスレーヴ（2018年）
NARグランプリ
- ダートグレード競走特別賞馬

ルヴァンスレーヴ（2018年）

## G1サラブレッドクラブ（愛馬会法人）
代表は吉田晴哉（追分ファーム代表）。
募集馬は白老ファームや追分ファームの生産馬が中心であるが、社台ファームやノーザンファームの生産馬も存在している。